# 11473 Барбареско
11473 Барбареско (11473 Barbaresco) — астероїд головного поясу, відкритий 22 вересня 1982 року.
Тіссеранів параметр щодо Юпітера — 3,337.